# I nuovi dolori del giovane W.
I nuovi dolori del giovane W. (nell'originale tedesco Die neuen Leiden des jungen W.) è un romanzo del 1972 dello scrittore tedesco Ulrich Plenzdorf, ispirato a I dolori del giovane Werther di Goethe.
La storia parla di Edgar Wibeau, il nuovo Werther nell'ottica di Plenzdorf.

## Trama
La narrazione inizia con Edgar morto a 17 anni e suo padre (che da piccolo lo aveva abbandonato) vuole conoscere il figlio e così incomincia a parlare con persone che conoscevano suo figlio.
Da piccolo Edgar era uno studente modello, ma dopo una disputa con il suo istruttore scappa di casa e si reca a Berlino con il suo amico Willi (alter ego del Wilhelm di Goethe).
Conosce per caso il Werther di Goethe e si appassiona ad esso.
Il ribelle Edgar non ha successo come artista e allora diventa imbianchino.
I suoi collaboratori Diddi e Zaremba sognano di costruire una macchina rivoluzionaria per il loro lavoro, ma falliscono e allora Edgar cerca di ricostruirla, ma nel tentativo muore fulminato.